# Оникс
Ониксът е полускъпоценен камък, разновидност на халцедона – криптокристална форма на кварца. Обикновено е на ивици с преобладаващ черен цвят, но се срещат и други цветови съчетания. Сардоникс се нарича червено-кафявият оникс.
Според вярванията ониксът е камък на борците и упоритите. Дава сили „с глава да се пробие стената“. Препоръчва се на педантите, хората със скрупули и целеустремените хора.